# Dicranoptycha livescens
Dicranoptycha livescens là một loài ruồi trong họ Limoniidae. Chúng phân bố ở miền Cổ bắc.